# Strömer
Strömer je priimek več osebnosti.
- Hjalmar Strömer (1849—1886), švedski pisatelj.
- Mårten Strömer (1707—1770), švedski matematik in astronom.